# 霍洛季利尼克山
霍洛季利尼克山（俄语：或）是俄羅斯海參崴最高的山峰，位於濱海邊疆區，海拔高度257米，屬於錫霍特山脈的一部分。2004年至2005年間，霍洛季利尼克山是青年騎自行車的熱門地點。
43°8′43″N 131°56′24″E / 43.14528°N 131.94000°E